# Заря (Хвастовицький район)
Заря (рос. Заря) — село в Хвастовицькому районі Калузької області Російської Федерації.
Населення становить 0 осіб. Входить до складу муніципального утворення Присілок Стайки.

## Історія
Від 2004 року входить до складу муніципального утворення Присілок Стайки

## Населення
| 2002 | 2010 |
| ---- | ---- |
| 2    | ↘0   |